# 辺洪
辺 洪（へん こう）は、中国後漢末期の人物。

## 事績
『三国志』孫翊伝によると、孫翊の左右に仕えていたが、建安9年（204年）に彼を殺害。辺洪もまたすぐに誅殺された。
一方、孫韶伝の注に引く『呉歴』によると、孫翊配下の嬀覧・戴員は辺洪との親交を幾度も叱責されたため、彼らはこれを恨みに思い、叛逆を計画。宴席の場で酒に酔った孫翊を、辺洪が斬殺した。
辺洪はその後、山中へ逃走したが、孫翊夫人の徐氏に賞金首とされ、まもなく逮捕される。そして嬀覧らに全ての罪を着せられ、殺害された。

### 三国志演義
羅貫中の小説『三国志演義』では孫翊の従者。孫翊が酒に酔うと士卒を鞭打つため、配下の嬀覧・戴員はこれを恨みに思い、辺洪を唆して、孫翊を斬殺させた。そして『呉歴』と同様、嬀覧らに罪を着せられて、処刑される。